# Метков, Кирил
Кирил Метков (болг. Кирил Метков; род. 1 февраля 1965, София, Болгария) — болгарский футболист, игравший на позиции полузащитника.
Дебютировал за софийский «Локомотив» осенью 1983 года. За «железнодорожников» играл до конца 1991 года, после чего перешёл в ЦСКА (София). В составе армейцев в 1992 году стал чемпионом Болгарии, в 1993 — вице-чемпионом и обладателем кубка страны. Летом 1993 года перешёл в клуб «Гамба Осака», став первым болгарином в японской Джей-лиге. В Японии пробыл до 1995 года, после чего вернулся в Болгарию и играл за софийскую «Славию». Всего в болгарской высшей лиге сыграл 264 матча, забил 70 мячей. В еврокубках сыграл в 8 матчах, забил 2 мяча (2 матча, 1 гол за ЦСКА в Кубке чемпионов, в Кубке УЕФА — 6 матчей, 1 гол за «Локомотив»).
За национальную сборную Болгарии сыграл 9 матчей, забил 1 гол.
После окончания игровой карьеры стал работать тренером в детско-юношеской школе софийского «Локомотива».
В октябре 2017 году перешёл на работу в систему подготовки игроков клуба ЦСКА 1948, став тренером юниорской команды старшего возраста. В 2019—2020 годах возглавлял команду ЦСКА 1948 II в четвёртом дивизионе.